# Bleeding edge
Para o videojogo, veja Bleeding Edge
Bleeding edge (do inglês, literalmente "borda sangrenta") é uma categoria de tecnologias tão novas que podem ter alto risco, baixa confiabilidade e custos maiores aos seus adotantes. Essa expressão idiomática faz uma alusão metafórica às expressões que lhe deram origem: leading edge (vanguardista, algo como "borda frontal" ou "borda principal") e cutting-edge ("de ponta", literalmente "borda de corte", como a borda de uma lâmina). Bleeding edge costuma ter uma conotação de avanços ainda maiores, com risco maior de baixa confiabilidade do software ou hardware. O primeiro exemplo documentado desse termo sendo usado data do início de 1983, quando um executivo bancário não identificado foi citado por tê-lo usado em referência à Storage Technology Corporation.
Parte da tecnologia bleeding edge torna-se popular. Por exemplo, o e-mail já foi considerado uma tecnologia bleeding edge.

## Critérios
Uma tecnologia pode ser considerada bleeding edge quando contém certo grau de risco ou, de forma mais geral, quando há uma desvantagem significativa para a adoção antecipada, como:
- Falta de consenso - jeitos diferentes de fazer coisas novas e pouca ou nenhuma indicação da direção que o mercado seguirá. Por sua própria natureza, consumidores e empresas não estarão familiarizados com o produto e sua relação com as tecnologias existentes,[2] levando a mudanças rápidas no que é considerado melhor prática à medida que as qualidades da tecnologia se tornam mais conhecidas.[3]
- Falta de teste - A tecnologia pode ser pouco confiável[2] ou simplesmente não foi testada.[3]
- Resistência do setor à mudança - Jornais de comércio e líderes do setor têm se manifestado contra uma nova tecnologia ou produto, mas mesmo assim algumas organizações estão tentando implementá-la porque estão convencidas de que é tecnicamente superior.

## Custos e benefícios
As recompensas para a adoção antecipada bem-sucedida de novas tecnologias podem ser grandes em termos de estabelecer uma vantagem comparativa em mercados competitivos; infelizmente, as penalidades por "apostar no cavalo errado" (por exemplo, em uma guerra de formatos) ou de escolher o produto errado são igualmente grandes. Sempre que uma organização decide se arriscar com tecnologia bleeding edge, há uma chance de que ela fique presa com um elefante branco ou coisa pior.
Software de computador bleeding edge, especialmente software de código aberto, é um caso especialmente comum. De fato, é comum desenvolvedores de código aberto lançarem novas versões bleeding edge de seus softwares com bastante frequência, às vezes inacabados para permitir que outros revisem, testem (beta) e, em muitos casos, contribuam para o desenvolvimento. Os usuários que desejam recursos que não foram implementados em versões mais antigas e estáveis do software podem escolher a versão bleeding edge. Nesses casos, o usuário está disposto a sacrificar a estabilidade, confiabilidade ou facilidade de uso em prol de maior funcionalidade.